# HMS Emperor of India
HMS Emperor of India (Hoàng đế Ấn Độ) là một thiết giáp hạm dreadnought của Hải quân Hoàng gia Anh Quốc; là chiếc thứ ba thuộc lớp thiết giáp hạm Iron Duke, tên của nó được đặt nhằm tôn vinh Vua George V, vốn cũng mang tước hiệu Hoàng đế Ấn Độ. Nó được đưa ra hoạt động vào ngày 10 tháng 11 năm 1914, sau khi Chiến tranh Thế giới thứ nhất đã bùng nổ.
Do đang được bảo trì trong ụ tàu, Emperor of India là chiếc duy nhất trong lớp Iron Duke lỡ mất Trận Jutland vào năm 1916, và không có hoạt động đáng kể nào khác. Sau chiến tranh, nó phục vụ tại Địa Trung Hải và Đại Tây Dương trước khi ngừng hoạt động, và bị đánh chìm như một mục tiêu vào năm 1931; sau cùng nó được cho nổi lên và tháo dỡ vào năm 1932.

## Thiết kế và chế tạo

### Thiết kế
Những chiếc trong lớp Iron Duke có thiết kế dựa trên phiên bản mở rộng của lớp thiết giáp hạm King George V (1911) dẫn trước. Emperor of India có chiều dài chung 622 foot (189,6 m), mạn thuyền rộng 90 foot (27,4 m), và độ sâu của mớn nước là 29 foot (8,8 m) khi đầy tải nặng. Trọng lượng choán nước của Emperor of India là 25.000 tấn Anh (25.000 t), nặng hơn so với lớp dẫn trước chủ yếu là do gia tăng cỡ nòng của dàn pháo hạng hai. Hệ thống động lực bao gồm bốn turbine hơi nước Parsons dẫn động trực tiếp; hơi nước được cung cấp từ 18 nồi hơi Yarrow đốt than, có bổ sung thiết bị phun dầu để nhanh chóng nâng áp lực hơi nước. Động cơ cung cấp một tổng công suất 29.000 hp (22.000 kW), cho phép đạt đến tốc độ tối đa 21,5 hải lý trên giờ (39,8 km/h; 24,7 mph); Emperor of India có thể mang theo tối đa 3.250 t (3.200 tấn Anh; 3.580 tấn Mỹ) than cùng 1.050 t (1.030 tấn Anh; 1.160 tấn Mỹ) dầu; cho phép nó có tầm hoạt động tối đa 7.780 hải lý (14.410 km; 8.950 mi) ở tốc độ đường trường 10 kn (19 km/h; 12 mph).
Emperor of India mang một dàn pháo chính bao gồm mười khẩu pháo BL 13,5 in (340 mm) Mk V trên năm tháp pháo nòng đôi bố trí trên trục giữa, gồm hai tháp pháo phía trước và hai phía sau bắn thượng tầng, cùng một tháp pháo giữa tàu nhưng có góc bắn giới hạn. Dàn pháo hạng hai là một cải tiến lớn so với lớp King George V dẫn trước, thay thế pháo 4 inch (100 mm) bằng 12 khẩu pháo cỡ nòng 6 inch (150 mm), cho phép Emperor of India đối đầu hiệu quả với tàu khu trục và tàu phóng lôi lớn hơn đang được chế tạo; tuy nhiên chúng bị ngập nước nặng khi di chuyển lúc biển động. Lớp Iron Duke cũng là những tàu chiến Anh đầu tiên được trang bị vũ khí phòng không với 2 pháo QF 3 in (76 mm) 20 cwt và 5 súng máy. Emperor of India cũng mang theo bốn ống phóng ngư lôi 21 inch (530 mm) hai bên mạn tàu.
Emperor of India có đai giáp dày đến 300 mm (12 in) ở phần trung tâm của con tàu, nơi hầm đạn, phòng động cơ cùng các bộ phận thiết yếu của nó được bố trí. Đai giáp được vuốt mỏng còn 100 mm (3,9 in) về phía mũi và đuôi con tàu. Bệ tháp pháo có các mặt hông dày 250 mm (9,8 in) và phía sau dày 75 mm (3,0 in), nơi đạn pháo khó có thể bắn trúng. Bản thân tháp pháo có vỏ giáp dày 280 mm (11 in) ở các mặt. Lớp sàn bọc thép của con tàu dày 1–2,5 in (25–64 mm). Sau trận Jutland vào tháng 5 năm 1916, có khoảng 820 tấn (820 t) vỏ giáp được bổ sung, chủ yếu nhằm gia cố sàn tàu chung quanh các tháp pháo chính và tăng cường vách ngăn cho các hầm đạn.

### Chế tạo
Emperor of India được đặt lườn tại xưởng tàu Barrow-in-Furness của hãng Vickers vào ngày 31 tháng 5 năm 1912 và hạ thủy vào ngày 27 tháng 11 năm 1913. Nguyên được đặt tên là Delhi, nó được đổi tên chỉ một tháng trước khi hạ thủy, theo tước hiệu của Vua George V, cũng đồng thời là Hoàng đế Ấn Độ. Nó được đưa ra hoạt động vào ngày 10 tháng 11 năm 1914, là chiếc cuối cùng trong lớp Iron Duke được đưa vào hoạt động, sau các tàu chị em HMS Iron Duke, HMS Marlborough và HMS Benbow.

## Lịch sử hoạt động
Khi được đưa vào hoạt động sau khi Chiến tranh Thế giới thứ nhất đã bùng nổ, Emperor of India gia nhập Hải đội Chiến trận 1 thuộc Hạm đội Grand, lúc đó đang đặt căn cứ tại Scapa Flow. Sau đó nó được điều sang Hải đội Chiến trận 4 và là soái hạm của Chuẩn đô đốc Alexander Ludovic Duff. Vua George V đã viếng thăm Emperor of India khi ông thị sát hạm đội tại Scapa Flow vào tháng 7 năm 1915. Nó đang được bảo trì tại Invergordon vào lúc xảy ra trận Jutland vào tháng 5 năm 1916, nên đã lỡ mất trận hải chiến lớn nhất của cuộc chiến tranh; lúc mà vai trò soái hạm của đô đốc Duff được thay phiên bởi chiếc Superb. Đến năm 1917,Emperor of India thay thế cho con tàu chị em Marlborough trong vai trò tàu chỉ huy thứ hai của Hải đội Chiến trận 1.
Emperor of India đã hiện diện khi Hạm đội Biển khơi Đức đầu hàng vào tháng 11 năm 1918. Nó sống sót qua đợt cắt giảm lực lượng của Hải quân Hoàng gia sau chiến tranh và gia nhập Hạm đội Địa Trung Hải vào năm 1919. Nó quay trở lại Anh Quốc vào năm 1922 để tái trang bị, rồi lại tiếp tục làm nhiệm vụ tại Địa Trung Hải trước khi chuyển sang Hạm đội Đại Tây Dương cùng các con tàu chị em vào năm 1926, rồi ngừng hoạt động vào năm 1929. Thay vì được tháo dỡ, nó được sử dụng như một mục tiêu tác xạ, và bị đánh đắm vào ngày 1 tháng 9 năm 1931. Nó được cho nổi lên vào năm tiếp theo và được bán để tháo dỡ vào ngày 6 tháng 2 năm 1932.